# Mathieu Gascongne
Mathieu Gascongne, auch Gascogne, Guascogne oder Gasconia (aktiv in der 1. Hälfte des 16. Jahrhunderts) war ein französischer Komponist und Sänger der Renaissance.

## Leben und Wirken
Nach der aktuellen Quellensituation liegen sowohl Geburts-Datum und -Ort wie auch Sterbe-Datum und -Ort von Mathieu Gascongne im Dunkeln, weil sie von der musikhistorischen Forschung noch nicht aufgefunden werden konnten. Auch darüber hinaus gibt es über ihn nur wenige biografische Informationen, beispielsweise das Dokument, das ihn in der frühen Regierungszeit von König Franz I. (Regierungszeit 1515–1547) dem Gefolge des französischen Hofs zuordnet. Sein Name wird erstmals direkt genannt mehr am Anfang einer Liste von Zahlungsempfängern von 29 maîtres et chantres, denen der Lohn für die geleisteten Dienste vom 1. Oktober 1517 bis zum 30. September 1518 entrichtet wurde. Ein päpstliches Schreiben vom 15. Dezember 1518 zeigt ihn als Kleriker des Bistums Meaux, und zwar als Kaplan an der Kathedrale St. Marie-Magdalène in Tours und als Sänger an der königlichen Kapelle. All diese Zeugnisse scheinen zu belegen, dass seine Motetten Christus vincit, Christus regnat und Deus regnorum zur Krönung von Franz I. im Jahr 1515 komponiert wurden; zwei weitere, Caro mea vere est cibus und Cantemus et laetemur, beziehen sich direkt oder indirekt auf diesen Herrscher. Gascongnes Name ist zwar nicht in den überlieferten Dokumenten des französischen Hofs von 1500 bis 1517 enthalten, aber die Verbreitung seiner Musik sowie die erwähnten Motettentexte sprechen dafür, dass seine Kontakte zum Königshof schon erhebliche Zeit vor dem Jahr 1517 bestanden haben. Er hatte aber offensichtlich zwischen 1510 und 1514 von der päpstlichen Kurie keine Pfründen erbeten, obwohl dies die meisten Sänger der königlichen Kapelle taten; auch ist sein Name nicht in der Liste der Sänger enthalten, die zur Beisetzung von König Ludwig XII. Anfang 1515 Trauerbekleidung gekauft haben.
Dennoch waren Gascongne und seine Musik weithin bekannt. Dafür sprechen seine zwölfstimmige kanonische Motette Ista est speciosa, notiert auf der Rückseite des Titelblatts des zugehörigen Manuskripts (Handschrift GB-CME 1760) und entstanden vermutlich am Hof von Königin Anne von Bretagne († 1514) und König Ludwig XII. 30 der 57 hier enthaltenen Werke sind entweder von Mathieu Gascongne oder von Antoine de Févin. Außerdem spricht viel dafür, dass der Komponist seine Vertonung Caro mea vere est cibus 1512/13 im Auftrag des französischen Königs verfasst hat, um damit verschiedenen, gegen die Franzosen hetzenden Schreiben von Papst Julius II. (Amtszeit 1503–1513) entgegenzutreten. Eine weitere Gascongne zugeschriebene Motette, Non nobis Domine, rühmt die Krönung von König Franz und ist ein Kontrafakt einer Komposition von Jean Mouton, der mit dieser im Jahr 1510 die Geburt von Prinzessin Renée gefeiert hat. Ein Teil der Messen des Komponisten ist mit anderen gleichartigen Werken von Kollegen veröffentlicht worden, die ebenfalls Verbindungen zum königlichen Hof hatten, wie Antoine de Févin, Jean Mouton, Jean Richafort und Jehan Barrat (genannt Hotinet Barra).

## Bedeutung
Die sechs von Gascongnes acht Messen, die in den Handschriften der Kathedrale von Cambrai enthalten sind, haben längere Zeit zu der Annahme geführt, er gehöre zu der sogenannten Schule von Cambrai mit den Komponisten Crispin van Stappen, Louis van Pullaer und Johannes Lupi. Erst später wurde auf Grund seines Stils und seiner Werkeverbreitung klar, dass er zur Musiktradition des französischen Königshofs gehört, die von Antoine de Févin und Jean Mouton zwischen 1510 und 1520 begründet worden ist. Sein besonderer Ruf als Chanson-Komponist geht auf seine dreistimmigen Werke zurück, die zwei verschiedenen Stilrichtungen zeigen. Die Chansons aus seiner Frühzeit einschließlich der sechs weltlichen Lieder gehören zum Typ des chanson rustique mit einer leicht verzierten weltlichen Melodie im Tenor und einer auffallend leichten imitativen Sopran- und Contratenor-Stimme. Seine späteren Stücke, besonders die sechs dreistimmigen Chansons, besitzen einen geradtaktigen Verlauf, der für die sogenannte lyrische oder Pariser Chanson typisch ist; alle drei Stimmen haben das gleiche Gewicht und sind oft durch Imitation miteinander verflochten. Die Motetten des Meisters sind denen von Févin und Mouton verwandt, sind meist vierstimmig und zeigen paarweise Imitation und Duos ebenso wie deklamatorische akkordische Teile und Imitationen in allen vier Stimmen. Auch fällt die Sorgfalt auf, mit der die musikalische Struktur jeweils dem vertonten Text angepasst ist. Bei seinen Messen verwendet Gascongne auch Material aus weltlichen polyphonen Werken anderer Komponisten, wie Josquin, Pierre de la Rue und Antoine de Févin und liefert damit frühe Beispiele für die sogenannte Parodiemesse.
Der Komponist und Musikherausgeber Pierre Attaingnant hat 1534/35 mehr als die Hälfte der vierstimmigen Motetten und eine der beiden Magnificat-Vertonungen Gascongnes in seinen Motettenbüchern publiziert, darüber hinaus auch die Missa super »Nigra sum« im ersten Band mit Messen von 1532.

## Werke
- Messen
  - Missa „Es hat ein Sin“ zu vier Stimmen (nur Benedictus), in der Missa »Pange lingua« von Josquin
  - Missa „L’aultre jour per my ces champ“ zu vier Stimmen
  - Missa „Mijn herte herft altijt heeft verlanghen“ zu vier Stimmen (nach der Chanson von Pierre de la Rue)
  - Missa „Mon mari ma diffame“ zu vier Stimmen (nach der Chanson von Josquin)
  - Missa „Pourquoy non“ zu vier Stimmen (nach der Chanson von Pierre de la Rue)
  - Missa supra »Benedictus es« zu vier Stimmen (nach der Motette von Févin), in Missarum diversorum authorum liber secundus, Venedig 1521
  - Missa super »Nigra sum« zu vier Stimmen (nach Gascongnes Motette), in Primus liber, Paris 1532
  - Missa „Ut fa“ zu vier Stimmen (= Missa „Pourquoy non“)
  - Missa „Vos qui in turribus“ zu vier Stimmen
  - Missa de feria „Credo“, zu Unrecht Gascongne zugeschrieben, tatsächlich von Févin.
- Liturgische Musik und Motetten mit gesicherter Zuschreibung
  - Magnificat septimi toni zu vier Stimmen, in Liber sextus. XIII. quinque ultimorum tonorum Magnificat, Paris 1534
  - Magnificat octi toni zu vier Stimmen
  - „Benedicat tibi dominus“ zu vier Stimmen (nur Sopran erhalten)
  - „Bona dies per orbem“ zu vier Stimmen
  - „Bone Jesu dulcissime“ zu vier Stimmen, in Liber undecimus. XXVI. musicales habet modulos, Paris 1535
  - „Cantemus et laetemur“ zu vier Stimmen
  - „Caro mea vero est cibus“ zu vier Stimmen, in Liber primus. Quinque et viginti musicales, Paris 1534
  - „Christus vincit, Christus regnat“ zu vier Stimmen, in Liber secundus. Quatuor et viginti musicales, Paris 1534
  - „Deus regnorum“ zu vier Stimmen, Gascongne zugeschrieben, im Index Claudin de Sermisy zugeschrieben
  - „Dignare me laudare“ zu vier Stimmen, in [Motetti libro secondo] Altus liber secundus, Rom ohne Jahreszahl (nur Cantus erhalten)
  - „Dulcis mater“ zu drei Stimmen
  - „Ecce venit Rex“ zu vier Stimmen
  - „Introitus, resurrexi“ zu vier Stimmen (verschollen)
  - „Ista est speciosa“ zu zwölf Stimmen
  - „Laetatus sum“ zu vier Stimmen, in Liber nonus. xviiii. Daviticos musicales psalmos, Paris 1535
  - „Ne reminiscaris“ zu vier Stimmen
  - „Nigra sum“ zu drei Stimmen
  - „O quam magnificam“ zu vier Stimmen (nur Bass erhalten)
  - „Osculetur me“ zu vier Stimmen
  - „Quare tristis“ zu vier Stimmen (nur Bass erhalten)
  - „Si vitare velis“ zu zwei Stimmen (= Agnus Dei)
  - „Spiritus ubi vult spirat“ zu vier Stimmen
  - „Verbum Domini“ zu zwölf Stimmen (= „Ista est speciosa“)
  - „Virginitas pulchris“ zu zwei Stimmen (= Agnus Dei der Missa „Nigra sum“)
- Liturgische Musik und Motetten unsicherer Zuschreibung
  - „Alleluia noli flere“ in Concentus octo, sex, quinque et quatuor vocum, Augsburg 1545 (verschollen)
  - „Maria virgo semper laetare“, teilweise Gascongne, teilweise Mouton zugeschrieben, teilweise anonym, vermutlich von Mouton
  - „Rex autem David cooperto“ (nur Bass erhalten), in Motetti liber quartus, Venedig 1521, teilweise Gascongne, teilweise Lafage, teilweise Lupus zugeschrieben, teilweise anonym, vermutlich von Lafage
- Liturgische Musik zweifelhafter Autorschaft
  - „Non nobis Domine“, teilweise Gascongne, teilweise Mouton zugeschrieben, teilweise anonym.
- Chansons mit sicherer Zuschreibung
  - „Bouvons ma commere“ zu drei Stimmen
  - „Celle mi m’a demandé“ zu drei Stimmen
  - „D’amour je suis desheritée“ zu drei Stimmen
  - „Dessus l’herbe vert’ à l’escart“ zu drei Stimmen
  - „En ce joly temps gratieux“ zu drei Stimmen
  - „En contemplant la beauté de m’amye“ zu drei Stimmen
  - „Et d’où venez vous madame Lucette“ zu vier Stimmen
  - „Il fait bon dormir en lit“ zu drei Stimmen
  - „J’ay dormy la matinée“ zu drei Stimmen
  - „J’ay mis mon cueur en ung lieu seulement“ zu drei Stimmen
  - „Je n’y sçauroys chanter ne rire“ zu vier Stimmen
  - „Je voys, je viens, mon cueur s’en volle“ zu drei Stimmen, unter Verwendung des Tenors einer anonymen Chanson
  - „Mon povre cueur, héllas“ zu vier Stimmen
  - „Pastourelle Dieu te doint joye“ zu drei Stimmen
  - „Pour avoir faict au gré de mon amy“ zu drei Stimmen
  - „Robin, Robin viendras-tu à la veille“ zu drei Stimmen
  - „Si j’eusse Marion“ zu vier Stimmen
- Chansons mit unsicherer Zuschreibung
  - „Je suis trop jeunette“ zu drei Stimmen, in Trente et une chansons musicales, Paris 1535, teilweise Gascongne, teilweise Janequin, teilweise Gombert zugeschrieben, vermutlich von Gascongne
  - „Mon amy n’a plus que faire“ zu fünf Stimmen, teilweise Gascongne, teilweise Gombert zugeschrieben.